# Кимчи
Кимчи (произнасяно кимчи́, ким-чи́, гимчи, чимчи в зависимост от диалекта) (на корейски хангъл: 김치) е едно от основните традиционни ястия на корейската кухня. Корейците смятат, че дълголетието и красотата се дължат на благоприятните върху човека свойства на кимчи. Ястието е толкова популярно, че е разработен специален вид, който да може да се консумира от първия корейски космонавт в Космоса. По време на олимпиадата в Сеул, в Корея е отчетен бум на консумацията на кимчи, което го прави любимо ястие и на чужденците.

## Какво представлява кимчи
Кимчи представлява ферментирали зеленчуци, основно зеле и наподобява българското кисело зеле, но с много добавени подправки – лют червен пипер, рибен сос, ферментирали морски дарове, джинджифил, сок от чесън и лук, домати и други. Използва се китайско зеле, като се добавят различни зеленчуци според сезона - зелен лук, моркови, ряпа, алабаш, краставица и други. В зависимост от отделните райони, кимчи може да се приготвя по много различни начини, съществуват над 200 рецепти с голямо разнообразие и вариации. Ястието се консумира по всяко време на годината в Корея и като съставна част на всяко едно от трите ястия за деня.
- Разнообразие на кимчи
- Приготвяне на кимчи
- Традиционни съдове за кимчи